# Albert Viaplana
Albert Viaplana i Veà (Barcelona, 1933 - Barcelona, 14 de mayo de 2014) fue un arquitecto español. Se graduó en la ETSAB en 1966, donde trabajó como profesor desde 1978. Obras suyas como la Plaza de la Estación de Sants (Barcelona) han sido señaladas como precursoras del deconstructivismo.
Fue socio, primero, de Helio Piñón y después, en los últimos años, de su hijo David Viaplana.

## Estudio Viaplana-Piñón (1974-1997)

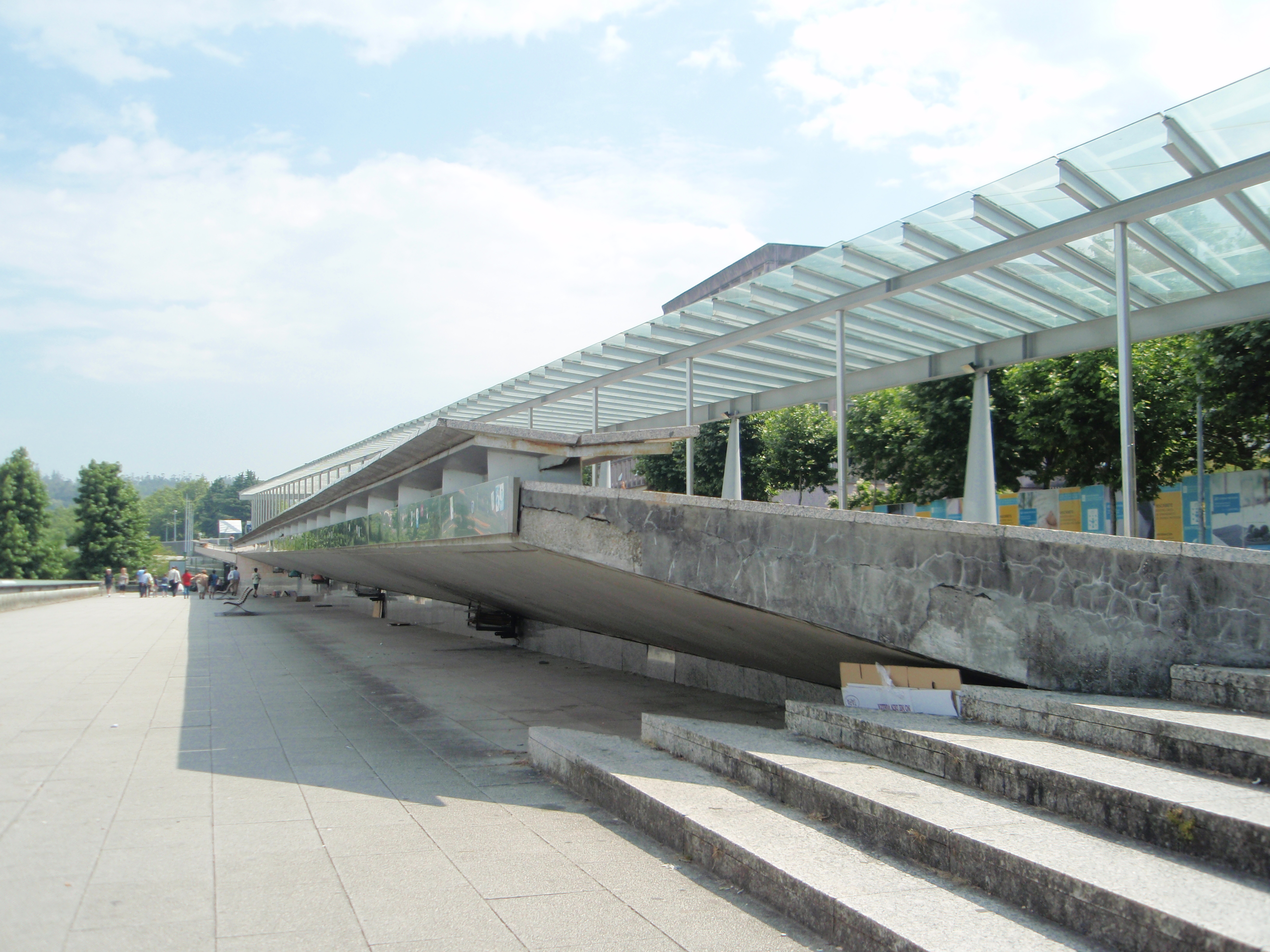
Vista parcial del paseo Juan XXIII de Santiago de Compostela.

Asociados desde 1974, han sido descritos como minimalistas y modernos, aplicando de forma racional y armónica los rasgos regionales tradicionales. Un hito importante en su obra es la Plaza de la Estación (1983), cuya renuncia a la evocación histórica y la deconstrucción de sus elementos de manera atópica y ahistórica, negando en cierto modo la realidad histórica del lugar a favor de la fragmentación abstracta de sus elementos conceptuales y tipológicos se considera uno de los comienzos del deconstructivismo. Se trata de una plaza dura (sin vegetación). No hay idea de lugar ni de centralidad, sino solo de recorridos, de paso en cualquier dirección. Duramente criticada durante su construcción por los vecinos, y calificada de diversos modos por la crítica (deconstructivista, minimalista), se ha tomado desde su terminación como uno de los paradigmas de la arquitectura española de finales del siglo XX. Es una de sus obras más publicadas, valoradas y conocidas.
Esta plaza es modelo de una arquitectura que combina temas autóctonos con influencias foráneas modernas mediante exploraciones conceptuales, abstractas y minimalistas, que no caen en el pastiche.
A finales de 1997 Helio Piñón decidió separarse, principalmente a causa del creciente peso de Viaplana en las obras de ambos, generando arquitecturas con las que Piñón no terminaba por identificarse.

## Principales obras

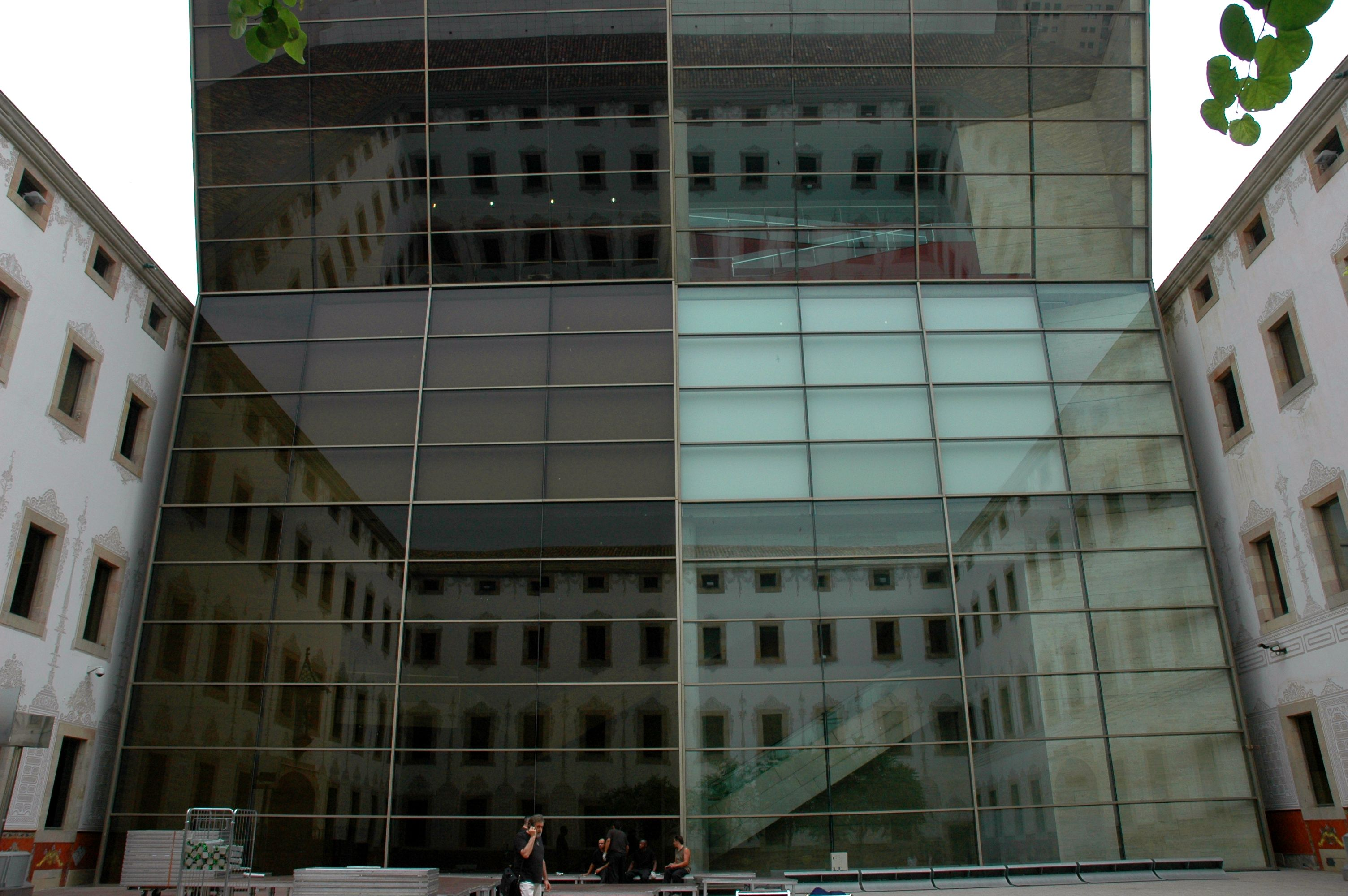
Centro de Cultura Contemporánea de Barcelona.

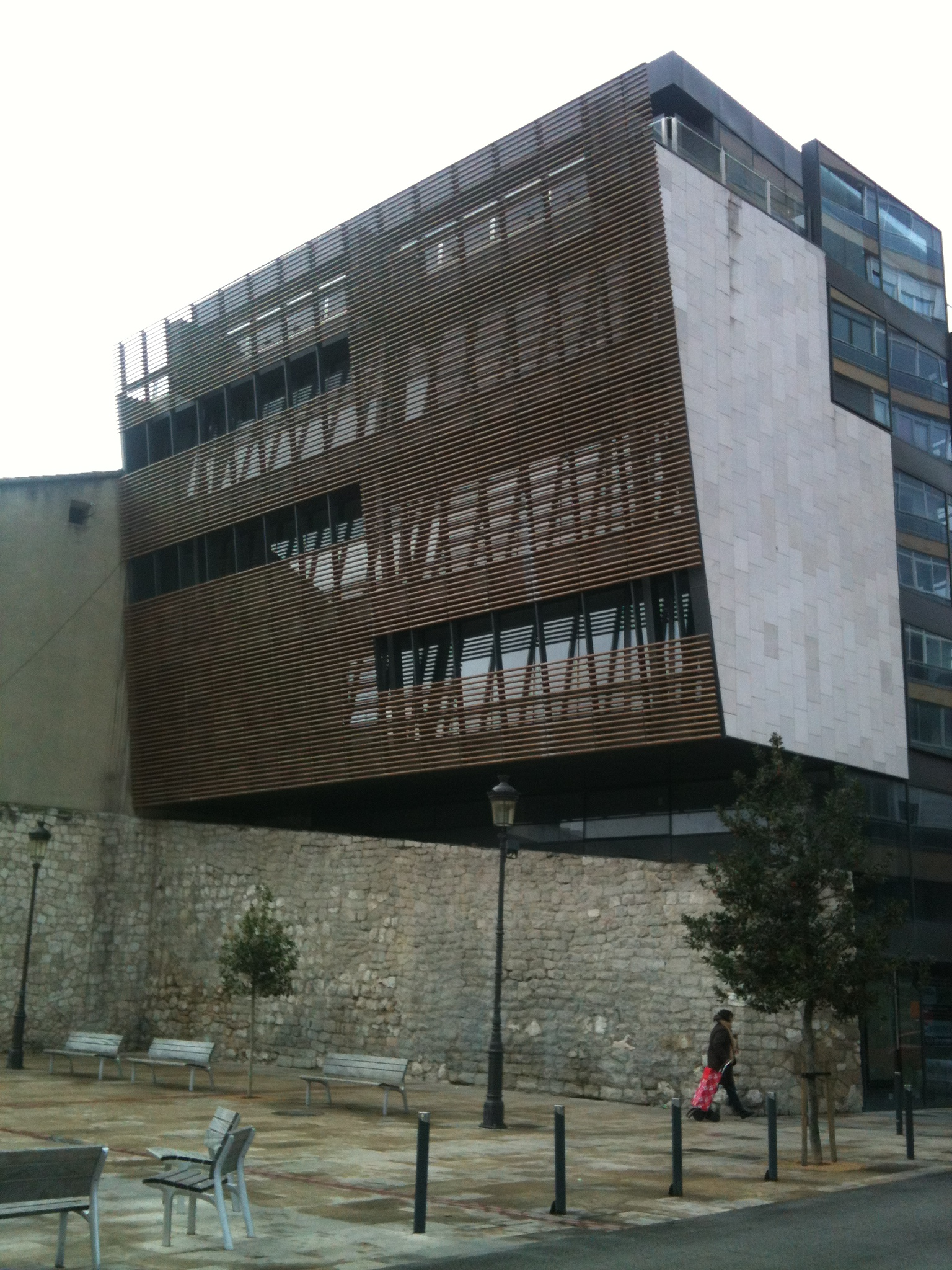
Casa de la Muralla (2009), en Burgos.

- 1974 - Palacio de la Diputación de Huesca (Huesca).
- 1980 - Cines Rosellón (Barcelona).
- 1981-1983 - Plaza de los Países Catalanes, antes Plaza de la Estación de Sants (Barcelona).
- 1984 - Parque de Besós (San Adrián de Besós).
- 1987-1990 - Hotel Hilton Barcelona (Barcelona).
- 1989-1992 - 133 viviendas en la Villa Olímpica de Barcelona (Barcelona).
- 1989-1992 - Oficinas Eurocity 2, 3 y 4 (Villa Olímpica, Barcelona).
- 1990 - La República (Homenaje a Pi i Margall) (Barcelona).
- 1990-1993 - Centro comercial Maremagnum (Barcelona).
- 1990-1994 - Centro de Cultura Contemporánea de Barcelona (abreviado CCCB), remodelación de un viejo convento (Barcelona).
- 1990-1995 - Rambla del Mar (Barcelona).
- 1991-1996 - Ordenación de la Avenida Juan XXIII (Santiago de Compostela).
- 1993 - Palacio de congresos y ayuntamiento (Gerona).
- 1995 - Museo de Bellas Artes de Castellón (Castellón).
- 1996 - Acuario de Santiago de Compostela (Santiago de Compostela).
- 1997 - Facultad de Derecho (Lérida).
- 2000 - Torre Barcelona (Barcelona).
- 2001 - Remodelación de las plazas Mayor y de Santo Domingo de Guzmán (Burgos).[11]
- 2002 - Pasarelas sobre la Gran Vía (Barcelona).
- 2003 - Ayuntamiento de San Cugat del Vallés (San Cugat del Vallés).
- 2009 - Casa de la Muralla (Burgos).[12]

## Publicaciones
- 1996 - AC: Obra: Viaplana-Piñón. Ed. Colegio de Arquitectos de Cataluña.
- 2016 : Proyecto Docente. Albert Viaplana. Ed. David Viaplana. Distribuido por (Gustavo Gili).[13]